# ايزابيل ثلاثة مراكب ومشعوذ (مسرحية)
إيزابيل ثلاثة مراكب ومشعوذ (بالإيطالية: Isabella tre barche e lo stregone) هي مسرحية كوميدية سياسية كتبها الكاتب والمسرحي الإيطالي داريو فو، وعُرضت لأول مرة عام 1997. تعد المسرحية جزءًا من المسرح الساخر الذي يتميز بانتقاده للسلطات السياسية والاجتماعية عبر الفكاهة والتهكم.

## نبذة عامة
تدور أحداث المسرحية حول شخصية "إيزابيل"، التي تمتلك ثلاثة مراكب تمثل رموزًا للحرية والاعتماد على الذات، إلى جانب شخصية "المشعوذ" الذي يجسد الخرافة والتقاليد القديمة التي تعيق التقدم. تعكس المسرحية صراعات السلطة والتغيير الاجتماعي من خلال حوارات ساخرة مليئة بالرموز والدلالات.

## الموضوع والأسلوب
تعتمد المسرحية على استخدام لغة مسرحية تجمع بين السخرية والرمزية، حيث يستخدم داريو فو أسلوب "المسرح الجسدي" المعروف عنه، مع أداء حي وحركات مفعمة بالحيوية.
المسرحية تنتقد الفساد السياسي والاجتماعي عبر مشاهد قصيرة تجمع بين الكوميديا الساخرة والرسائل العميقة، وتستخدم عناصر الفلكلور والتقاليد الشعبية لتسليط الضوء على التحديات التي تواجه المجتمع.

## الشخصيات الرئيسية
- **إيزابيل**: بطلة المسرحية التي ترمز إلى المرأة القوية المستقلة التي تسعى للتحرر والتغيير.
- **المشعوذ**: شخصية تمثل الخرافة والممارسات القديمة التي تعيق التقدم.
- **ثلاثة المراكب**: ليست شخصيات بشرية، بل رموز في المسرحية تعبّر عن القوة والحرية والمصاعب التي تواجه إيزابيل.[4]

## الأثر الثقافي والتلقي
لاقى العرض الأول للمسرحية ردود فعل إيجابية واسعة في إيطاليا وخارجها، حيث عُرفت المسرحية بقدرتها على تحفيز التفكير النقدي حول السلطة والفساد، إلى جانب تقديمها شكلاً جديدًا من المسرح السياسي يعتمد على الفكاهة والتفاعل المباشر مع الجمهور.
المسرحية تُدرس اليوم في عدة جامعات باعتبارها نموذجًا للمسرح السياسي المعاصر.

## الجوائز والتكريم
نال داريو فو جائزة نوبل في الأدب عام 1997، وهي نفس السنة التي عُرضت فيها المسرحية لأول مرة، حيث أشادت لجنة الجائزة بـ"استخدامه الفكاهة والتهكم لتحدي السلطات والأيديولوجيات".

## اقتباسات مختارة
- "الكوميديا هي السلاح الأقوى ضد الطغيان."
- "عندما يضحك الشعب، تفقد السلطة سيطرتها."
- "الخرافة لا تموت إلا عندما نواجهها بالوعي والفكاهة."